# (73122) 2002 GO57
(73122) 2002 GO57 – planetoida z pasa głównego asteroid okrążająca Słońce w ciągu 4,15 lat w średniej odległości 2,58 j.a. Odkryta 8 kwietnia 2002 roku.